# Thayer (Iowa)
Thayer és una població dels Estats Units a l'estat d'Iowa. Segons el cens del 2000 tenia 66 habitants.

## Demografia
Segons el cens del 2000, Thayer tenia 66 habitants, 26 habitatges, i 15 famílies. La densitat de població era de 254,8 habitants/km².
Dels 26 habitatges en un 26,9% hi vivien nens de menys de 18 anys, en un 46,2% hi vivien parelles casades, en un 46,2% dones solteres, i en un 38,5% no eren unitats familiars. En el 26,9% dels habitatges hi vivien persones soles el 15,4% de les quals corresponia a persones de 65 anys o més que vivien soles. El nombre mitjà de persones vivint en cada habitatge era de 2,54 i el nombre mitjà de persones que vivien en cada família era de 3,06.
Per edats la població es repartia de la següent manera: un 25,8% tenia menys de 18 anys, un 12,1% entre 18 i 24, un 33,3% entre 25 i 44, un 18,2% de 45 a 60 i un 10,6% 65 anys o més.
L'edat mediana era de 33 anys. Per cada 100 dones de 18 o més anys hi havia 104,2 homes.
La renda mediana per habitatge era de 31.250 $ i la renda mediana per família de 38.750 $. Els homes tenien una renda mediana de 21.667 $ mentre que les dones 12.500 $. La renda per capita de la població era de 13.705 $. Entorn del 6,3% de les famílies i el 6,3% de la població estaven per davall del llindar de pobresa.

## Poblacions més properes
El següent diagrama mostra les poblacions més properes.